# Ciba Jiedao
Ciba Jiedao (kinesiska: 茨坝, 茨坝街道) är en socken i Kina. Den ligger i provinsen Yunnan, i den sydvästra delen av landet, omkring 10 kilometer nordost om provinshuvudstaden Kunming. Antalet invånare är 62 887. Befolkningen består av 29 708 kvinnor och 33 179 män. Barn under 15 år utgör 11,0 %, vuxna 15-64 år 81 %, och äldre över 65 år 7,0 %.
Genomsnittlig årsnederbörd är 886 millimeter. Den regnigaste månaden är juni, med i genomsnitt 181 mm nederbörd, och den torraste är januari, med 10 mm nederbörd.